# Contracepció
La contracepció o control de la natalitat és l'ús d'algun tipus de mètode anticonceptiu amb la finalitat d'evitar la concepció. La paraula contracepció prové del llatí contra (idem) i conceptio o concipere (concebre, formació d'un nou ésser). L'Organització Mundial de la Salut defineix la contracepció com la utilització d'agents, de dispositius, de mètodes o de procediments per disminuir la probabilitat de la concepció o per evitar-la. Els procediments utilitzats han de ser temporals i reversibles, altrament es tracta de l'esterilització (castració, vasectomia i la lligadura de trompes).
La contracepció és un tema controvertible políticament i èticament en moltes cultures i religions i, encara que és molt menys controvertible que l'avortament, hi ha grups que s'hi oposen. L'oposició no és heterogènia: alguns s'oposen a qualsevol forma de contracepció llevat de l'abstinència sexual, d'altres s'oposen a qualsevol forma de contracepció que considerin "no natural" i, finalment, d'altres accepten qualsevol forma de contracepció que previngui la fertilització de l'òvul però s'oposen a qualsevol mètode que impedeixi que un òvul ja fecundat s'adhereixi a l'úter.

## Mètodes anticonceptius

### Mètodes físics

#### Mètodes de barrera

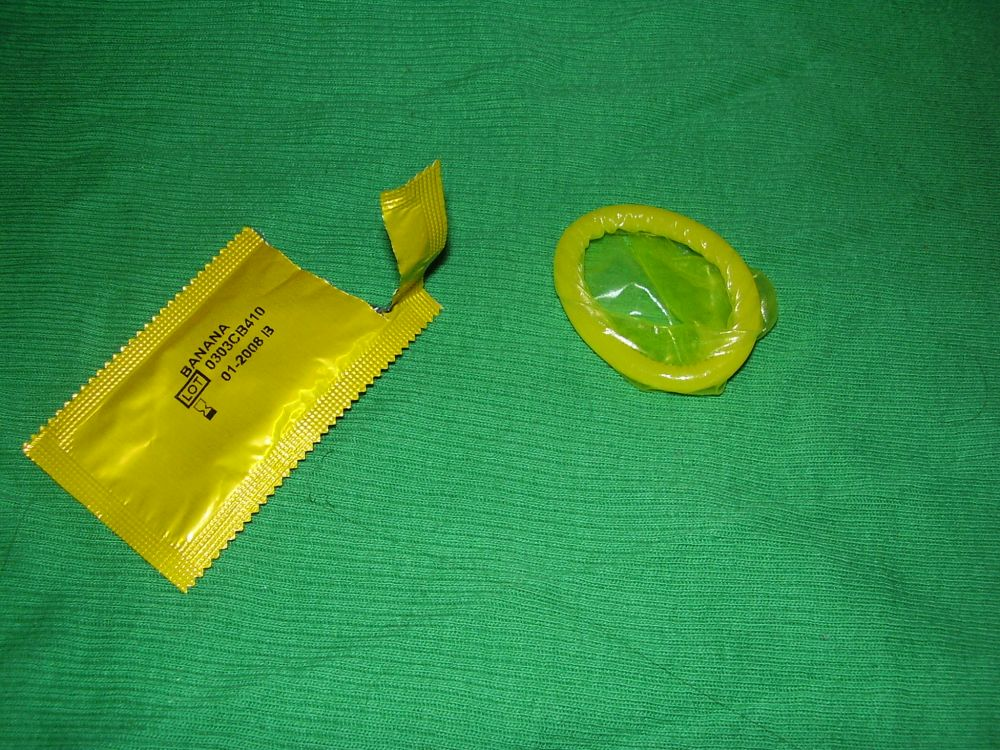
Preservatiu masculí

Els mètodes de barrera posen un impediment físic al moviment de l'esperma a l'úter i les trompes de l'aparell reproductor femení. El mètode de barrera més comú és el condó o preservatiu masculí, una funda de làtex o poliuretà que es col·loca sobre el penis erecte. El preservatiu femení, també fabricat de làtex, és una bossa que es col·loca dins de la vagina abans del coit. Altres mètodes de barrera, són les barreres cervicals, aparells que es col·loquen completament dins de la vagina; el diafragma n'és un exemple.

#### Mètodes hormonals i químics

##### Per les dones

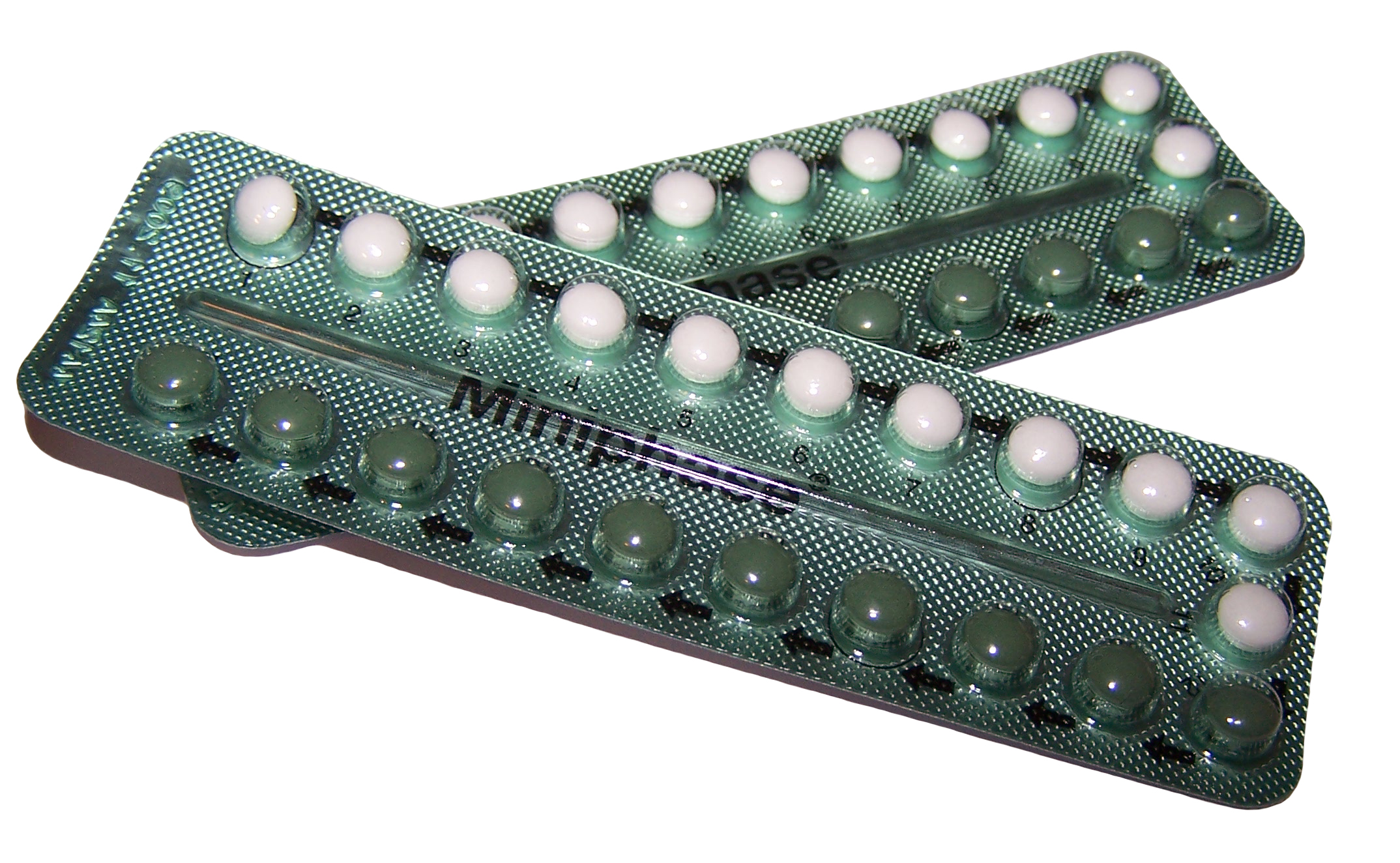
Píndola anticonceptiva

Habitualment utilitzen una combinació d'un estrogen sintètic i un progestagens (formes sintètiques de la progesterona). Dels fàrmacs comercialitzats al mercat espanyol, hi ha cinc tipus de mètodes de contracepció hormonal:
- Píndoles anticonceptives
- Pegats: etinilestradiol amb norelgestromina (EVRA)
- Anells vaginals: etinilestradiol amb etonogestrel amb (NuvaRing)
- Implants subcutanis: etonogestrel (Implanon)
- Injeccions intramusculars: medroxiprogesterona (Depo-Progevera)

Mètodes de contracepció hormonal prevenint l'ovulació i si ja ha ocorregut, impedint l'adhesió del zigot a l'úter o la continuació de l'embaràs.
Un altre mètode és a través de l'alimentació d'una dacsa genèticament modificada que fa que uns anticossos impedeixen el moviment dels espermatozoides impedint que arriben a fecundar cap òvul.

##### Pels homes
Píndoles o injeccions progestatives o implants hormonals similars a la testosterona; calen, aproximadament, tres mesos des de la primera ingestió regular del medicament per la seva eficàcia (l'absència dels espermatozoides en l'esperma). D'igual manera, calen tres mesos després de la interrupció del medicament perquè els testicles produeixin espermatozoides amb la capacitat de fecundar.
Vasalgel és un tractament mitjançant injecció que es provà en 16 primats i s'obtingué un èxit total. L'efecte és temporal.

#### Dispositiu intrauterí

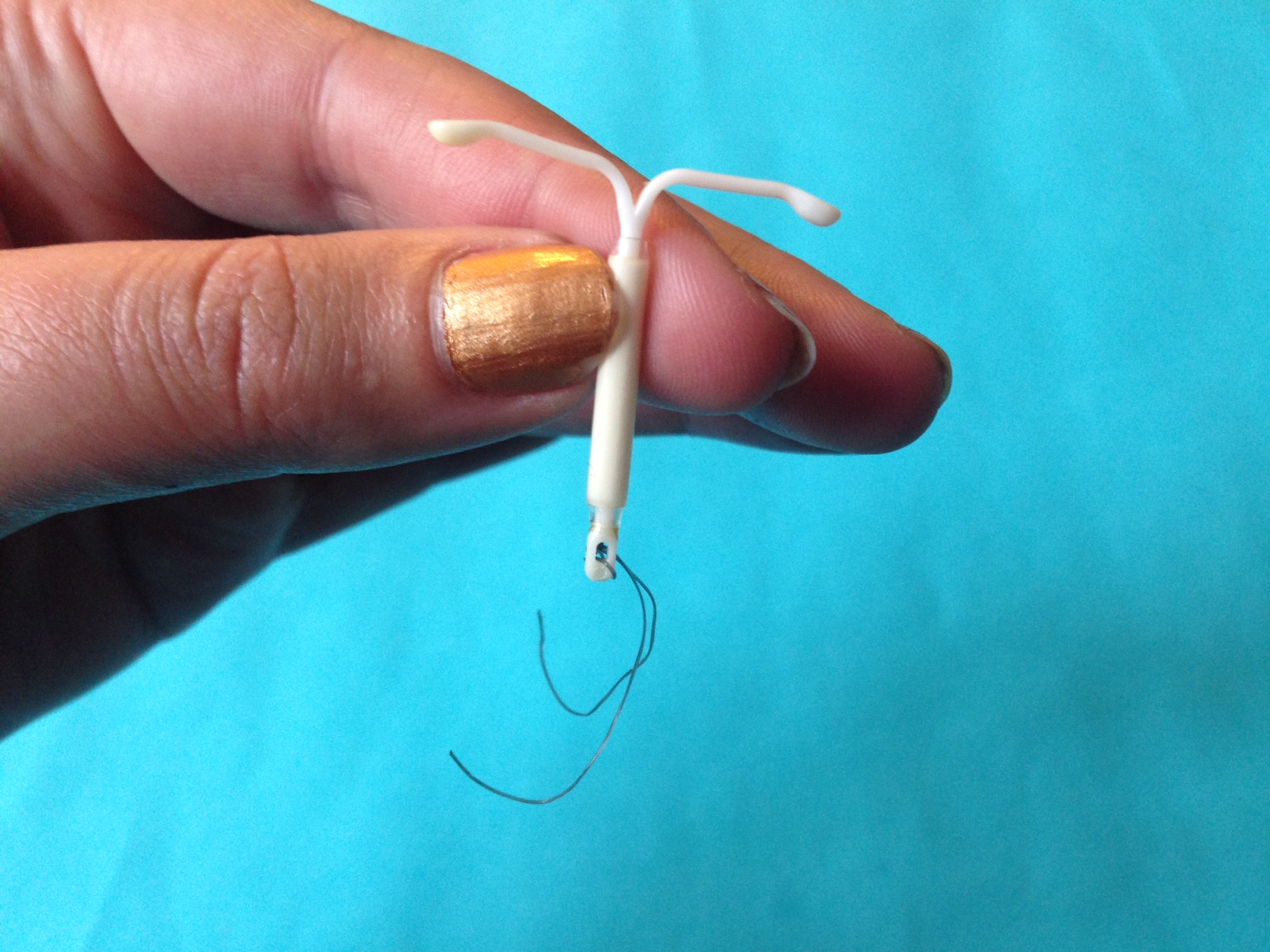
Un DIU.

El dispositiu intrauterí (DIU) és un aparell en forma de "T" que es col·loca dins de l'úter. La presència d'un aparell dins de l'úter indueix la producció de leucòcits i prostaglandines per l'endometri. La presència de coure n'augmenta l'efecte espermaticida. Encara que l'efecte principal del DIU és espermaticida, es creu que el DIU impedeix el desenvolupament d'embrions preimplantats o l'adhesió dels òvuls ja fecundats. Ja que algunes persones consideren que l'embaràs comença amb la fecundació i no pas amb l'adhesió de l'òvul a la paret de l'úter, alguns grups classifiquen el DIU com a mètode abortiu.

#### Contracepció d'emergència
Algunes píndoles utilitzen altes dosis hormonals per prevenir la fecundació (o si ja ha ocorregut, per impedir l'adhesió del zigot a l'úter o la continuació de l'embaràs) després d'una relació sexual sense cap mena de protecció anticonceptiva o amb fallida d'aquestes. El mètode hormonal d'emergència més conegut és la píndola de l'endemà que es pot usar fins a tres dies després del coit. Altres mètodes són l'ús de dispositius intrauterins de coure que han de ser col·locats per un ginecòleg com a màxim entre els primers cinc dies després del coit.

#### Avortament
L'avortament induït és la terminació provocada o intencionada de l'embaràs. Hi ha mètodes quirúrgics i mètodes químics. Els mètodes químics sovint s'utilitzen abans de les set setmanes de gestació. L'avortament quirúrgic o instrumental és un procediment mèdic amb baix risc de complicacions, en una intervenció que triga entre 10 i 30 minuts.
L'avortament, com a mètode anticonceptiu, és un tema molt controvertible. Les diverses opinions entorn de l'avortament es basen en els conceptes ètics, morals filosòfics, biològics i legals d'una societat en particular així com de les seves creences i religions. La majoria dels grups polítics conservadors s'oposen a l'avortament.

#### Esterilització
L'esterilització com a mètode anticonceptiu és la intervenció quirúrgica per lligar les trompes de Fal·lopi, o la vasectomia per seccionar els conductes deferents que transporten els espermatozoides. Aquest mètode és irreversible.

### Mètodes de comportament

#### Mètodes anticonceptius d'abstinència periòdica
Es basa a determinar les fases fèrtils i infèrtils del cicle de la dona. Durant la fase infèrtil la dona pot tenir relacions sexuals sense cap mètode de barrera o restricció. Aquests mètodes estan pensats per a parelles estables.

##### Mètodes de reconeixement de la fertilitat
El reconeixement de la fertilitat és l'observació i el registre detallat dels senyals de fertilitat de la dona. Amb el mètode de la temperatura basal, del cos, es tenen en compte les variacions de la temperatura, que són un indicatiu de l'ovulació. Amb el mètode Billings es té en compte el moc cervical. Un altre mètode és el model de Creighton.
Aquests mètodes també poden ser utilitzats per les parelles que volen un embaràs, identificant els períodes més fèrtils i amb més possibilitat d'una fecundació.

##### Mètodes estadístics

El mètode Ogino-Knauss pot reduir la probabilitat d'embarrassos per a dones amb un cicle regular d'entre 26 i 32 dies en evitar tenir relacions sexuals durant els dies etiquetats fèrtils. La taxa d'error és elevat.

Els mètodes estadístics com ara el Mètode Ogino-Knaus, de ritme o de calendari i el Mètode dels Dies Estàndard difereixen dels mètodes de reconeixement de la fertilitat, ja que no inclouen cap observació dels senyals del cos sinó que es basen en l'estadística per determinar la probabilitat de la fertilitat basats en la duració dels cicles menstruals anteriors. Aquests mètodes són molt menys precisos que no pas els mètodes de reconeixement de la fertilitat, i són considerats, sovint, com a mètodes obsolets.

#### Coitus interruptus
El coitus interruptus (del llatí, coit interromput) és la pràctica d'interrompre el coit abans de l'ejaculació (retirar el penis de la vagina just abans de l'ejaculació i/o ejacular fora de la vagina). L'eficàcia del mètode consisteix en el control de l'ejaculació per part de l'home (i el risc d'una ejaculació precoç). Encara que s'ha especulat sobre la possibilitat de l'existència dels espermatozoides en el líquid preejaculatori, no s'han realitzat prou estudis per confirmar-ho.

#### Altres pràctiques sexuals
Alguns sexòlegs suggereixen la pràctica de sexe no vaginal per evitar la concepció, com ara el fregament (sexe sense penetració), el sexe anal o el sexe oral.

#### Abstinència sexual
L'abstinència sexual és el mètode anticonceptiu més efectiu per evitar embarassos no desitjats i la transmissió de malalties de transmissió sexual.

## Eficàcia
L'eficàcia dels mètodes anticonceptius és el nombre de concepcions a l'any quan s'hagi utilitzat un mètode en particular. Els mètodes més efectius són l'esterilització quirúrgica (lligadura de trompes i vasectomia) així com l'ús del DIU (amb possibilitats de concepció menors a l'1%). Altres mètodes són efectius si s'utilitzen correctament i consistentment; per exemple, tant els mètodes hormonals com els mètodes de reconeixement de fertilitat poden tenir possibilitats de concepció menor a l'1%, encara que per la dificultat de l'observació estricta dels senyals de fertilitat i dels canvis inesperats hormonals, d'aquest últim mètode les possibilitats de concepció poden arribar fins i tot al 25%.